# Gonepteryx cleopatra
Gonepteryx cleopatra (cũng được gọi là Cleopatra hay bướm Cleopatra) là một loài bướm ngày kích thước trung bình thuộc họ Pieridae, đây là loài đặc hữu của vùng Địa Trung Hải (Nam Âu, Bắc Phi và Anatolia).

## Sự miêu tả

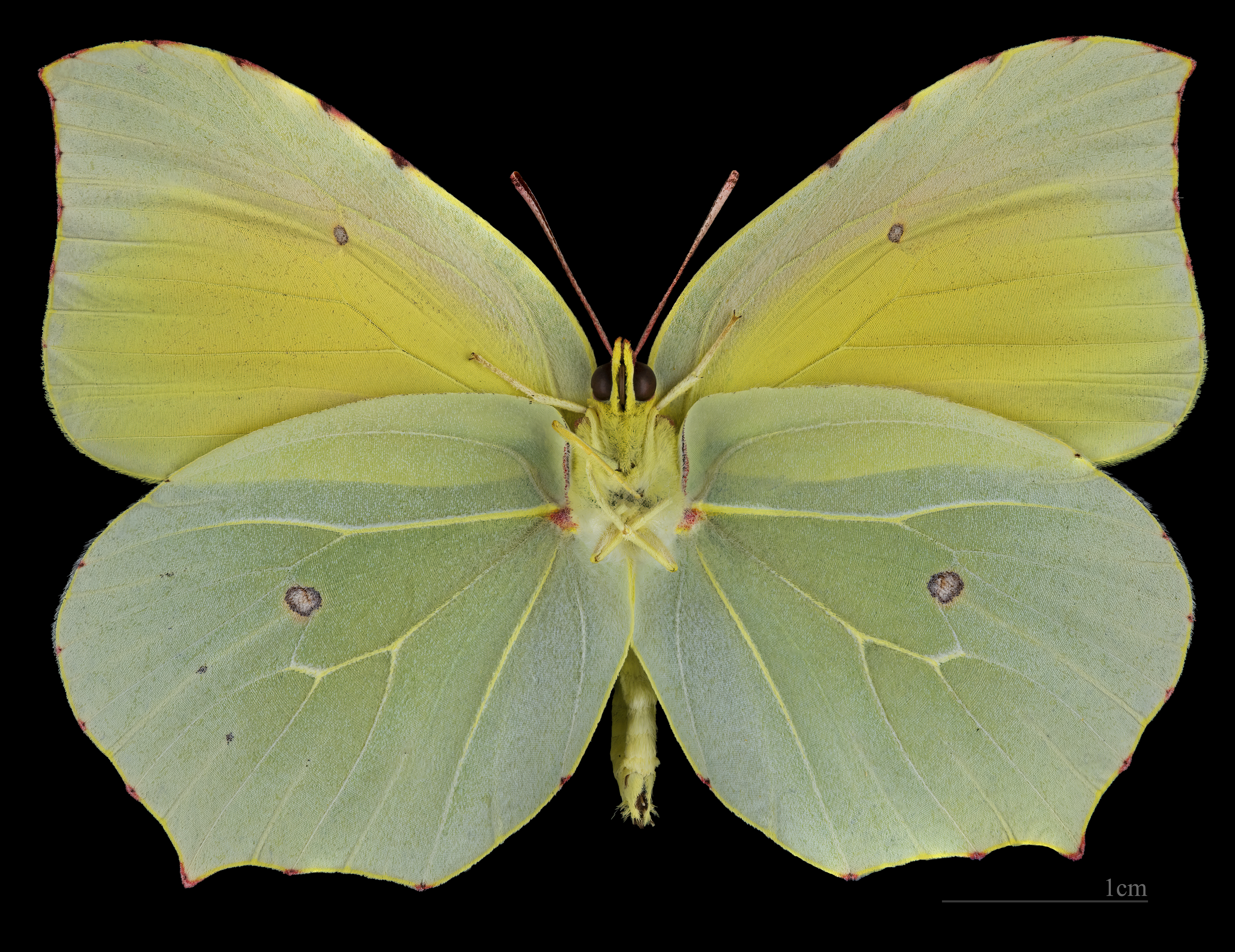
Gonepteryx cleopatra ♂
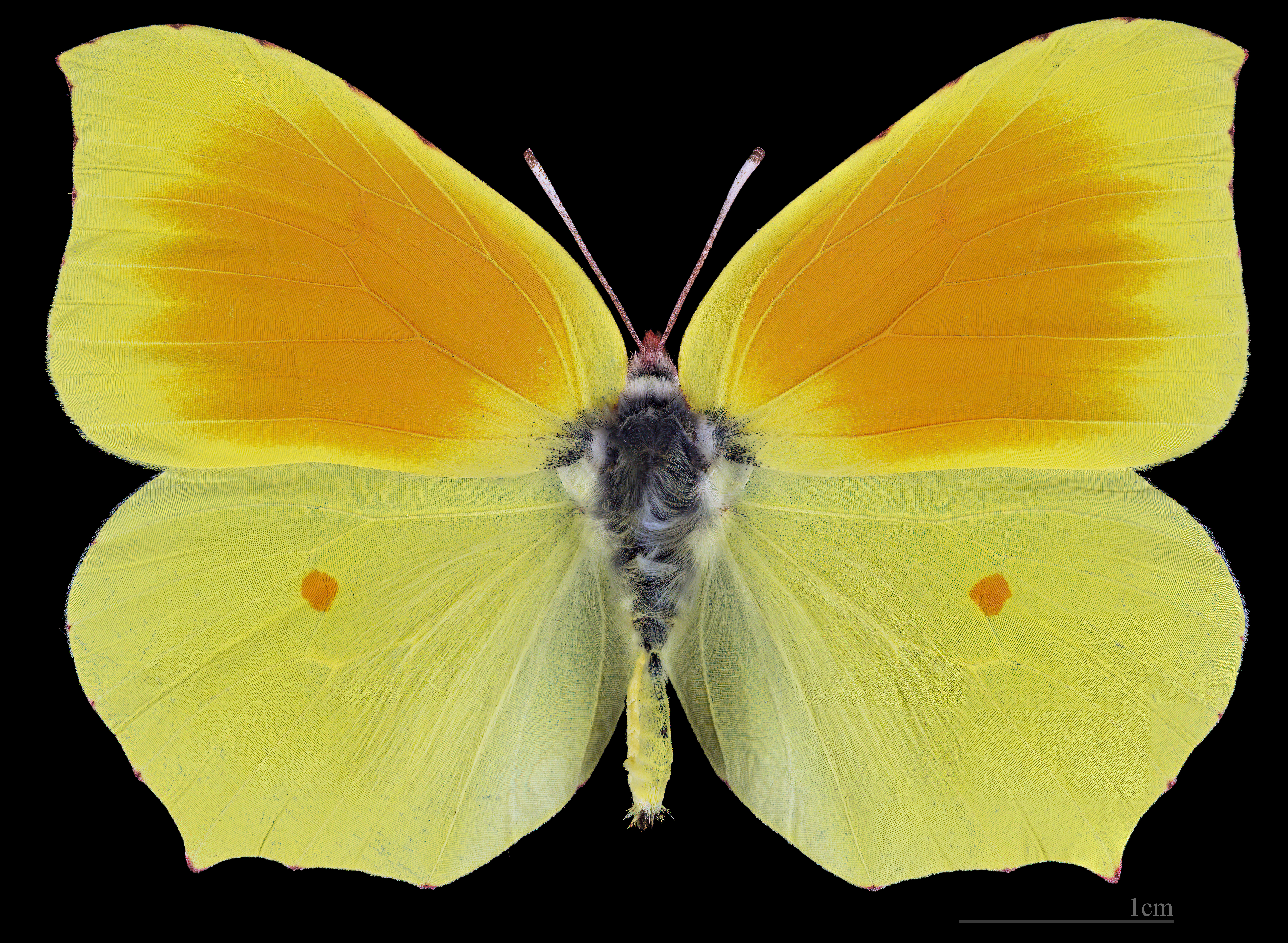
Gonepteryx cleopatra ♂  △

## Phụ loài
Loài này gồm các phụ loài:
- Gonepteryx cleopatra cleopatra (Linnaeus, 1767) - North Africa, Tây Ban Nha, Sicilia.
- Gonepteryx cleopatra balearica Bubacek, 1920 - Balearic Islands
- Gonepteryx cleopatra petronella De Freina, 1977 - Ibiza.
- Gonepteryx cleopatra italica (Gerhardt, 1882) - Ý, Pháp, Corse, Sardegna
- Gonepteryx cleopatra dalmatica Verity, 1908 - Dalmatian coast, miền tây Balkan
- Gonepteryx cleopatra citrina Sheljuzhko, 1925 - miền nam Hy Lạp
- Gonepteryx cleopatra insularis Verity, 1909 - Kríti
- Gonepteryx cleopatra fiorii Turati & Fiori,, 1930 - Rhodes.
- Gonepteryx cleopatra taurica (Staudinger, 1881) - Anatolia, Syria, Jordan, Israel, Cộng hòa Síp.
- Gonepteryx cleopatra palmata Turati, 1921 - Cyrenaica, Libya.

## Hình ảnh

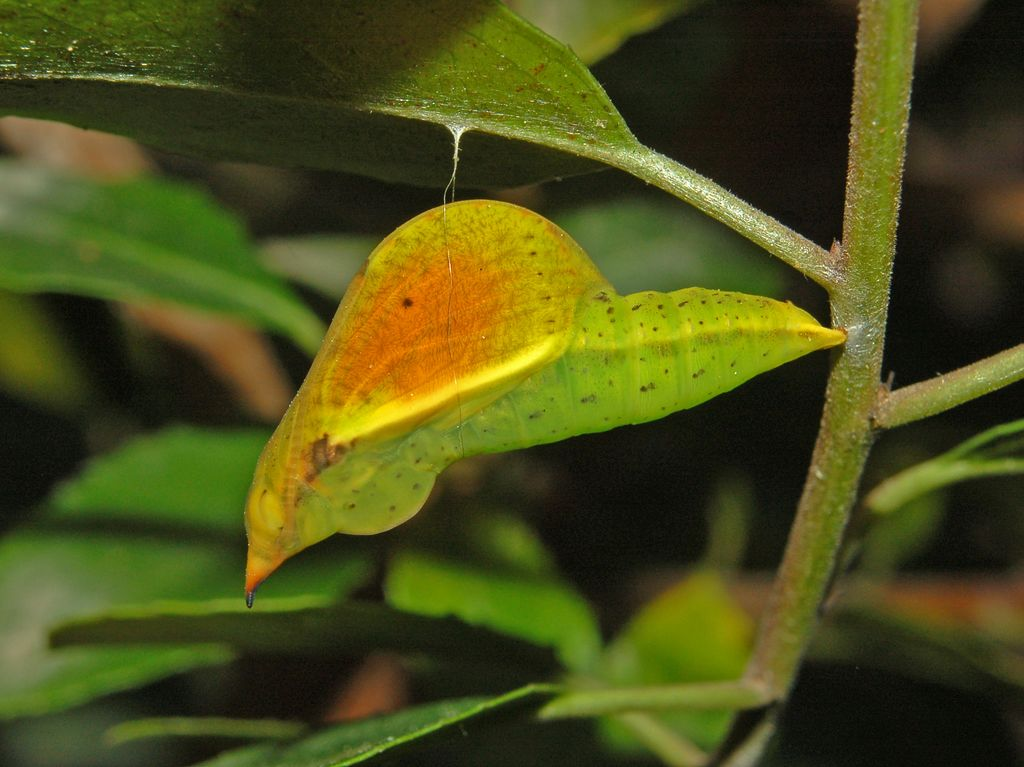
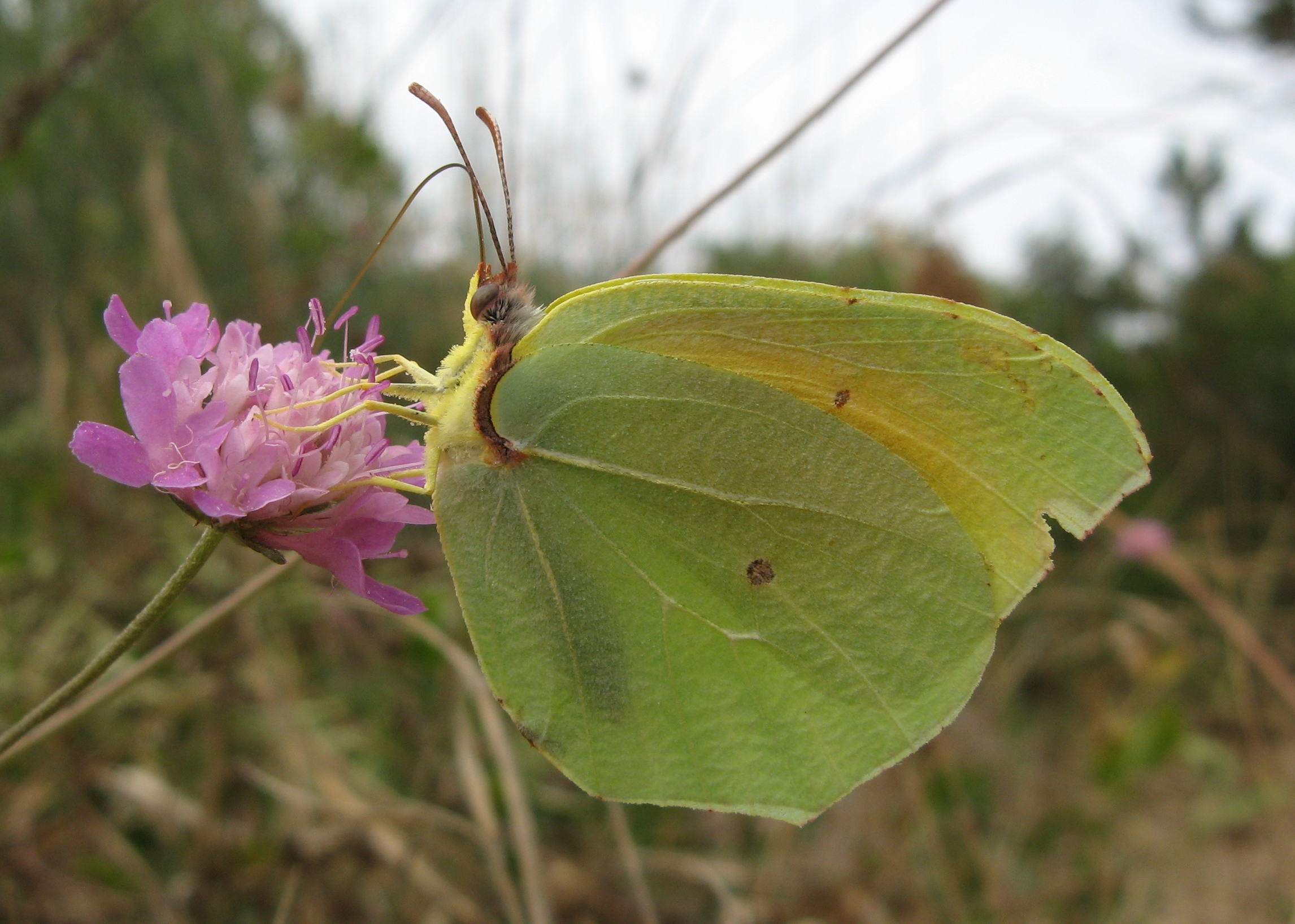
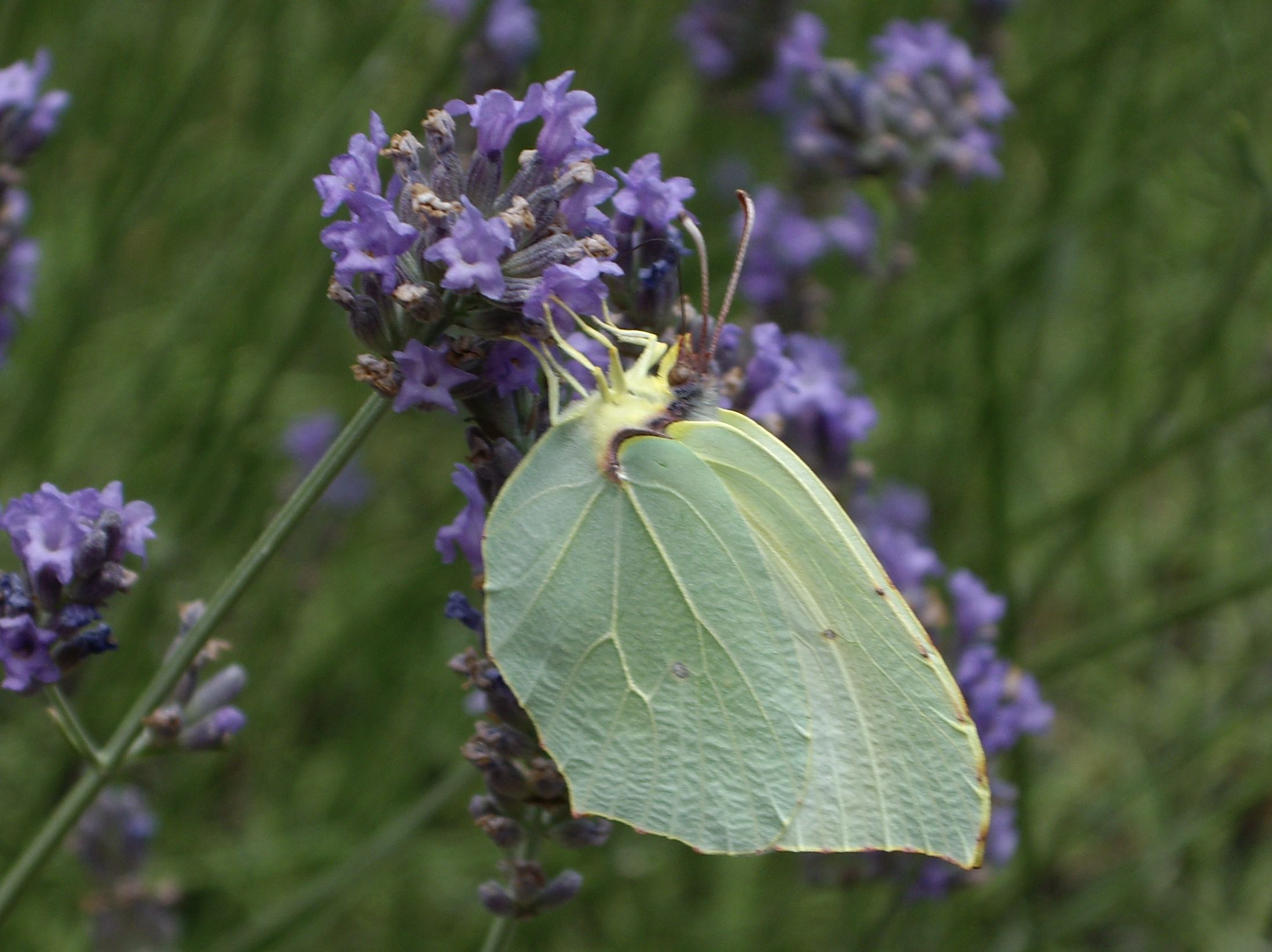